# 49. Międzynarodowy Festiwal Filmowy w Wenecji
49. Międzynarodowy Festiwal Filmowy w Wenecji odbył się w dniach 1–12 września 1992 roku.
Jury pod dwuosobowym przewodnictwem amerykańskiego aktora Dennisa Hoppera i czeskiego reżysera Jiříego Menzla przyznało nagrodę główną festiwalu, Złotego Lwa, chińskiemu filmowi Historia Qiu Ju w reżyserii Zhanga Yimou. Drugą nagrodę w konkursie głównym, Nagrodę Specjalną Jury, przyznano włoskiemu filmowi Śmierć neapolitańskiego matematyka w reżyserii Mario Martone.
Honorowego Złotego Lwa za całokształt twórczości otrzymali amerykański reżyser Francis Ford Coppola, francuska aktorka Jeanne Moreau oraz włoski aktor Paolo Villaggio.

## Członkowie jury

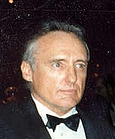
Przewodniczący jury konkursu głównego Dennis Hopper

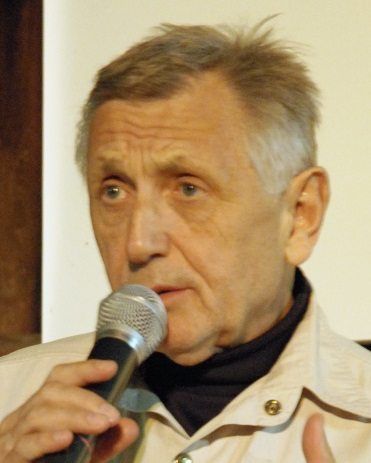
Przewodniczący jury konkursu głównego Jiří Menzel

### Konkurs główny
- Dennis Hopper, amerykański aktor − przewodniczący jury
- Jiří Menzel, czeski reżyser − przewodniczący jury[3]
- Gianni Amelio, włoski reżyser
- Anne Brochet, francuska aktorka
- Neil Jordan, irlandzki reżyser
- Hanif Kureishi, brytyjski pisarz i scenarzysta
- Ennio Morricone, włoski kompozytor
- Michael Ritchie, amerykański reżyser
- Jacques Siclier, francuski krytyk filmowy
- Fernando Solanas, argentyński reżyser
- Sheila Whitaker, dyrektorka MFF w Londynie